# Галущенко, Герман Валерьевич
Герман Валерьевич Галущенко (укр. Герман Валерійович Галущенко; род. 1 мая 1973, Львов, Украинская ССР, СССР) — министр юстиции Украины с 17 июля 2025 года. Министр энергетики Украины с 29 апреля 2021 по 17 июля 2025 года. Член Совета национальной безопасности и обороны Украины с 13 мая 2021 года. Член Электроэнергетического Совета СНГ.

## Биография
Герман Галущенко родился в 1973 году во Львове. Окончил Украинскую академию внешней торговли по специальности «Менеджмент внешнеэкономической деятельности», получил диплом магистра международного менеджмента. Окончил Украинский государственный университет финансов и международной торговли по специальности «Менеджмент внешнеэкономической деятельности», получил диплом магистра международного менеджмента. В 1995 году окончил Львовский государственный университет по специальности «Правоведение», получил диплом юриста с отличием.
Работал в прокуратуре, Министерстве иностранных дел Украины. В разные годы он занимал должности заместителя руководителя департамента Секретариата (Администрации) президента Украины, директора департамента судебной работы Министерства юстиции Украины.

## «Энергоатом»
В 2013—2014 годах — исполнительный директор по правовому обеспечению НАЭК «Энергоатом». С мая 2020 по 29 апреля 2021 года — вице-президент НАЭК «Энергоатом».

## Карьера
С 2012 года преподаёт международное частное право в Институте международных отношений Киевского национального университета им. Тараса Шевченко. Доцент кафедры международного частного права Института международных отношений Киевского национального университета им. Тараса Шевченко.
К концу августа 2020 года входил в руководящие органы партии «Патриот», которая определяет себя как правоцентристскую политическую силу. На президентские выборы на Украине 2019 года партия выдвинула своим кандидатом экономиста Андрея Новака, который набрал 0,02 % голосов.
29 апреля 2021 года Верховная рада Украины проголосовала за назначение Германа Галущенко министром энергетики Украины. За такое решение отдали голоса 305 народных депутатов — фракция «Слуга народа», ОПЗЖ, «Батькивщина» и группа «За будущее» и «Доверие».
16 июля 2025 года Верховная Рада Украины отправила в отставку правительство Шмыгаля. 17 июля 2025 года был назначен министром юстиции Украины в правительстве Юлии Свириденко.

## Награды и звания
Имеет почётное звание «Заслуженный юрист Украины», награждён орденом Данилы Галицкого.

## Семья
Разведённый.
Имеет троих детей: две дочери, Вероника и Стефания, и сын Максим.